# Sowjetische Badmintonmeisterschaft 1989
Die Sowjetische Badmintonmeisterschaft 1989 war die 27. Austragung der nationalen Titelkämpfe im Badminton in der UdSSR. Sie fand vom 14. bis zum 17. Dezember 1989 in Omsk statt.

## Die Sieger und Platzierten
| Disziplin    | Gold                              | Silber                              | Bronze                                   |
| ------------ | --------------------------------- | ----------------------------------- | ---------------------------------------- |
| Herreneinzel | Andrei Antropow                   | Alexej Sidorov                      | Igor Dimitriev                           |
| Herreneinzel | Andrei Antropow                   | Alexej Sidorov                      | Pawel Uwarow                             |
| Dameneinzel  | Elena Rybkina                     | Irina Serova                        | Vlada Chernyavskaya                      |
| Dameneinzel  | Elena Rybkina                     | Irina Serova                        | Ludmila Okuneva                          |
| Herrendoppel | Andrei Antropow Nikolai Sujew     | Igor Dimitriev Vladimir Nikolenko   | Vladimir Serov Alexej Sidorov            |
| Herrendoppel | Andrei Antropow Nikolai Sujew     | Igor Dimitriev Vladimir Nikolenko   | Vyacheslav Elizarov Vyacheslav Nazarenko |
| Damendoppel  | Vlada Chernyavskaya Elena Rybkina | Svetlana Belyasova Irina Serova     | Anna Tsimmerman Natalya Ivanova          |
| Damendoppel  | Vlada Chernyavskaya Elena Rybkina | Svetlana Belyasova Irina Serova     | Julia Zhilikhovskaya Tatjana Arefyeva    |
| Mixed        | Andrei Antropow Elena Rybkina     | Vitaliy Shmakov Vlada Chernyavskaya | Pawel Uwarow Svetlana Belyasova          |
| Mixed        | Andrei Antropow Elena Rybkina     | Vitaliy Shmakov Vlada Chernyavskaya | Nikolai Sujew Viktoria Pron              |

- Anmerkung: Unten genannte Quelle führt an Stelle von Antropow Witali Schmakow als Sieger im Herrendoppel, badmintoneurope.com jedoch Antropow.